# Josip Teskera
Josip Teskera, född 28 oktober 2001, är en kroatisk taekwondoutövare. 

## Karriär
I maj 2022 tog Teskera brons i 54 kg-klassen vid EM i Manchester. I maj 2024 vid EM i Belgrad tog han sitt andra raka EM-brons i 54 kg-klassen.